# アジア域内協議協定
アジア域内協議協定（アジアいきないきょうぎきょうてい 英:Intra Asia Discussion Agreement）とは、アジア域内を配船している船会社が、
サービスの安定・促進を目的として発足させた協議協定。

## 概略
1992年2月、アジア域内で配船している船会社30社が同盟・盟外船を問わず、意見・情報交換を目的として発足させた。

## 参加メンバー
2009年12月時点での参加メンバーは以下の通りである。
- アメリカン　プレジデント　ラインズ(en:American President Lines: APL) - (シンガポール)
- Biendong Shipping - (ベトナム)
- 正利航業有限公司(Cheng Lie Navigation Co.: CNC) - (台湾)
- CMA CGM(Compagnie Maritime d'Affretement, Compagnie Generale Maritime) & ANL - (フランス)
- 中国遠洋運輸集団(COSCO) - (中国)
- Emirates Shipping Line - (アラブ首長国連邦)
- 長栄海運(Evergreen Marine: EMC) - (台湾)
- Gemadept - (ベトナム)
- Gold Star Line - (香港)
- 韓進海運(Hanjin Shipping) - (韓国)
- ハパックロイド(en:Hapag-Lloyd) - (ドイツ)
- 興亜海運(HEUNG-A Shipping Co., Ltd.) - (韓国)
- 現代商船(en:Hyundai Merchant Marine: HMM) - (韓国)
- インターエイシア(Interasia: IAL)
- 川崎汽船(Kawasaki Kisen Kaisha,Ltd.: "K" Line) - (日本)
- 高麗海運(Korean Marine Transport Co.) - (韓国)
- MCC Transport - (シンガポール)
- 商船三井(Mitsui O.S.K. Line: MOL) - (日本)
- 日本郵船(Nihon Yusen Kaisha: NYK) - (日本)
- オー・オー・シー・エル(OOCL) - (香港)
- パシフィック　インターナショナル　ラインズ(Pacific International Lines: PIL)
- Regional Container Lines(RCL) - (タイ)
- Samudera Shipping - (シンガポール)
- 長錦商船(Sinokor) - (韓国)
- 新海豊集装箱運輸有限公司(SITC) - (中国)
- TS Lines - (香港)
- 東京船舶(Tokyo Senpaku Kaisha: TSK) - (日本)
- ユナイテッドアラブシッピング en:UASC （United Arab Shipping Co.、クウェート）
- 萬海航運(:en:Wan Hai Lines LTD: WHL) - (台湾)
- 陽明海運(:en:YANG MING LINE: YML) - (台湾)